# Sporobolus fertilis
Sporobolus fertilis är en gräsart som först beskrevs av Ernst Gottlieb von Steudel, och fick sitt nu gällande namn av Clayton. Sporobolus fertilis ingår i släktet droppgräs, och familjen gräs. Inga underarter finns listade i Catalogue of Life.

## Bildgalleri

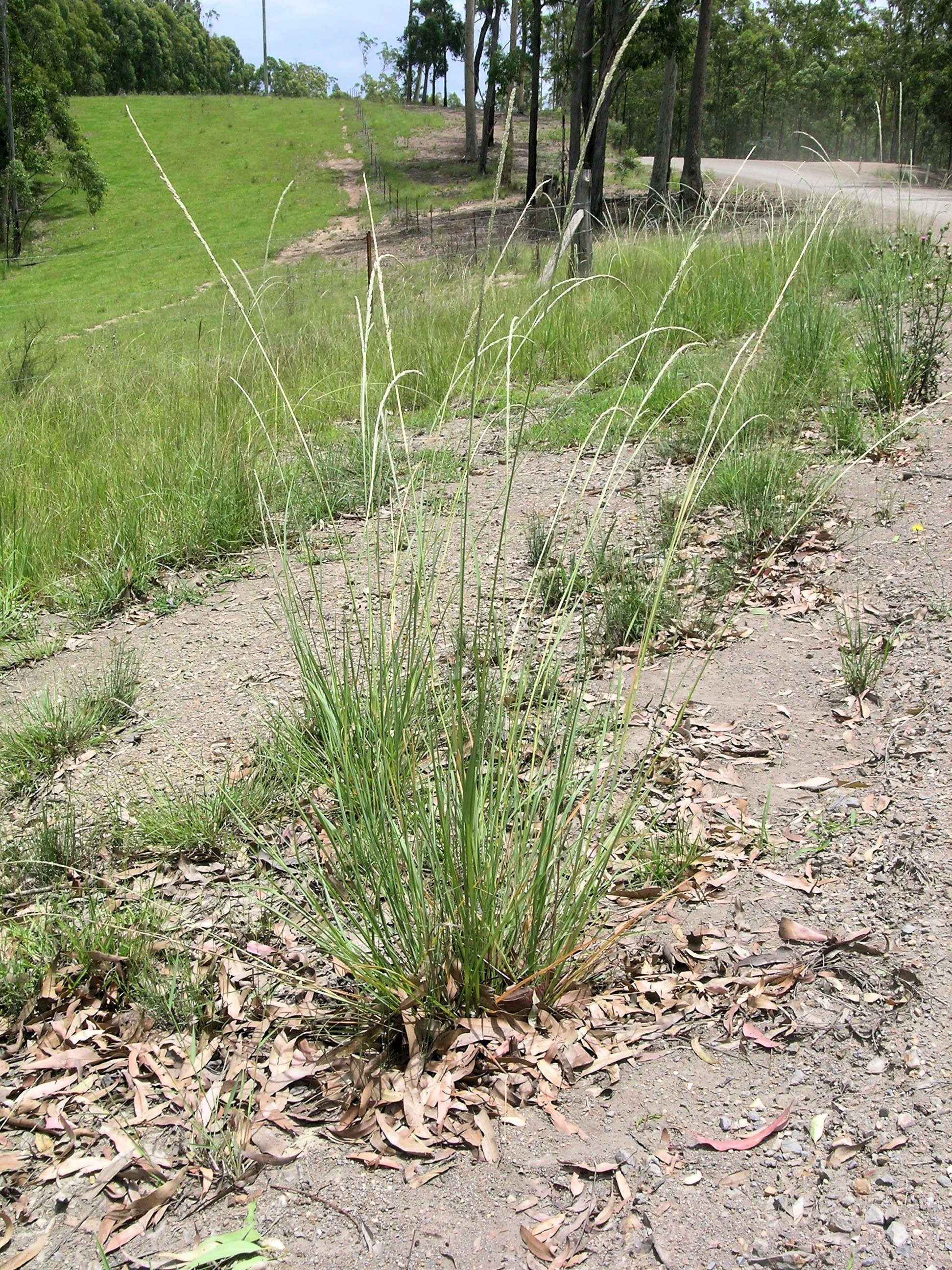